# Ружанец (Люблинское воеводство)
Ружанец (пол. Różaniec) — деревня в Билгорайском повете Люблинского воеводства Польши. Входит в состав гмины Тарногруд. Находится примерно в 24 км к югу от центра города Билгорай. По данным переписи 2011 года, в деревне проживало 1479 человек.

## История
Основана в 1550 году. В 1943 году оккупационные части Вермахта, СС и жандармерия сожгли около 260 домов, погибло около 200 человек. В 1975—1998 годах деревня входила в состав Замойского воеводства.

## Население
Демографическая структура по состоянию на 31 марта 2011 года:
|         | Всего | До трудоспособного возраста | Трудоспособного возраста | Старше трудоспособного возраста |
| ------- | ----- | --------------------------- | ------------------------ | ------------------------------- |
| Мужчины | 731   | 142                         | 496                      | 93                              |
| Женщины | 748   | 141                         | 409                      | 198                             |
| Всего   | 1479  | 283                         | 905                      | 291                             |

## Галерея

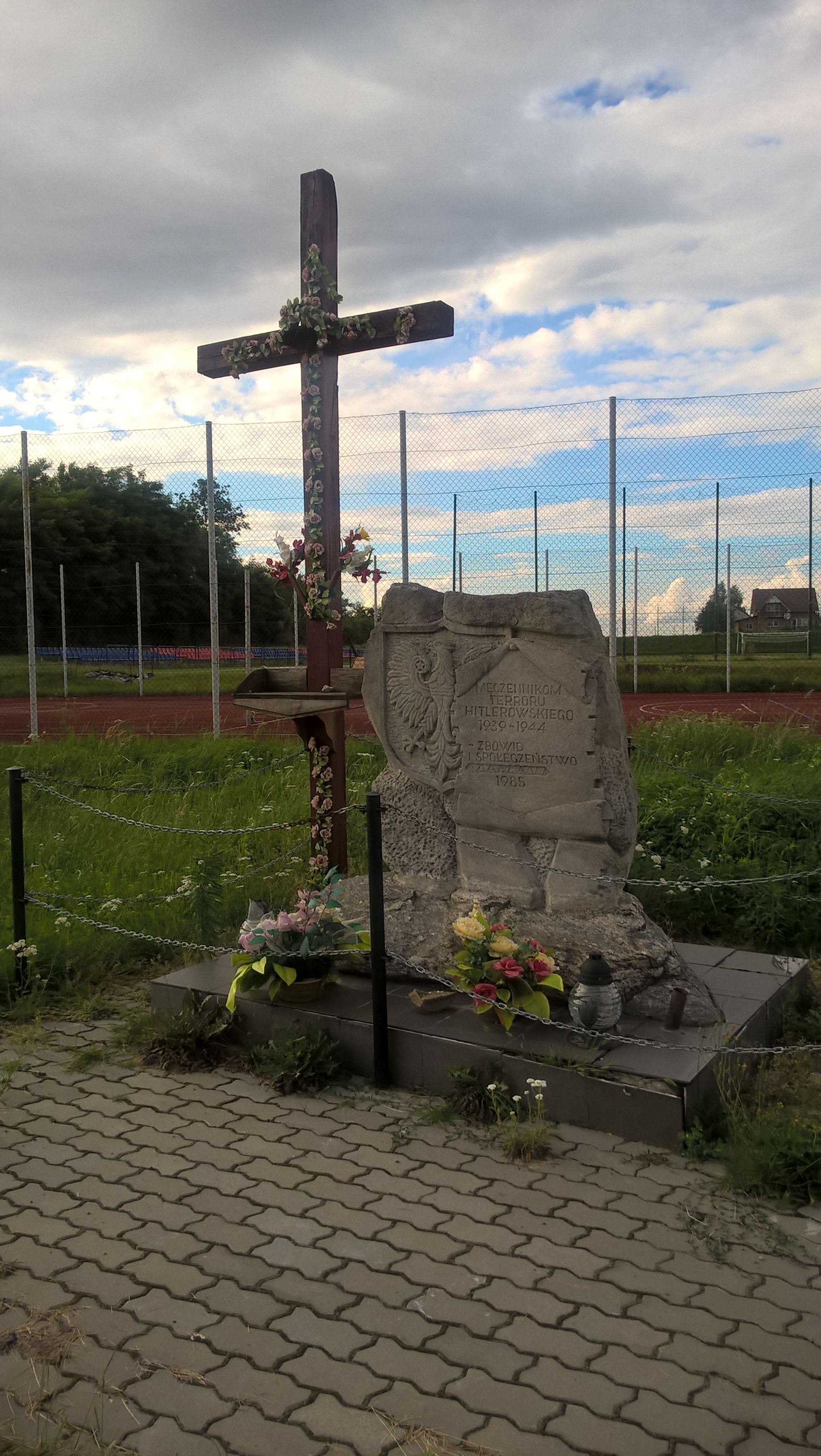
Памятник жертвам нацистского террора
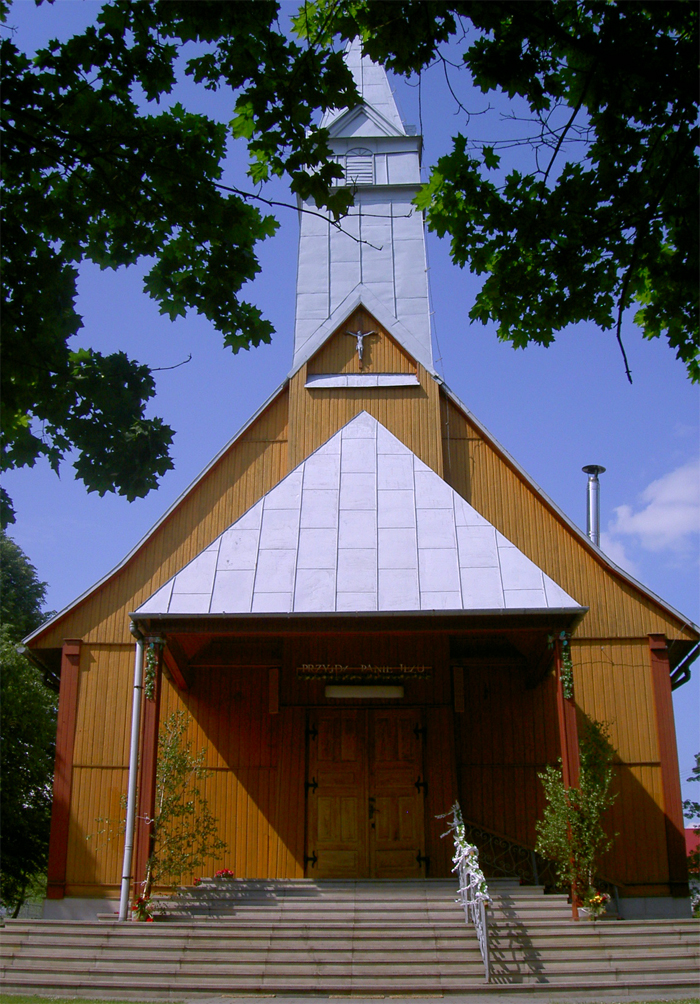
Костёл
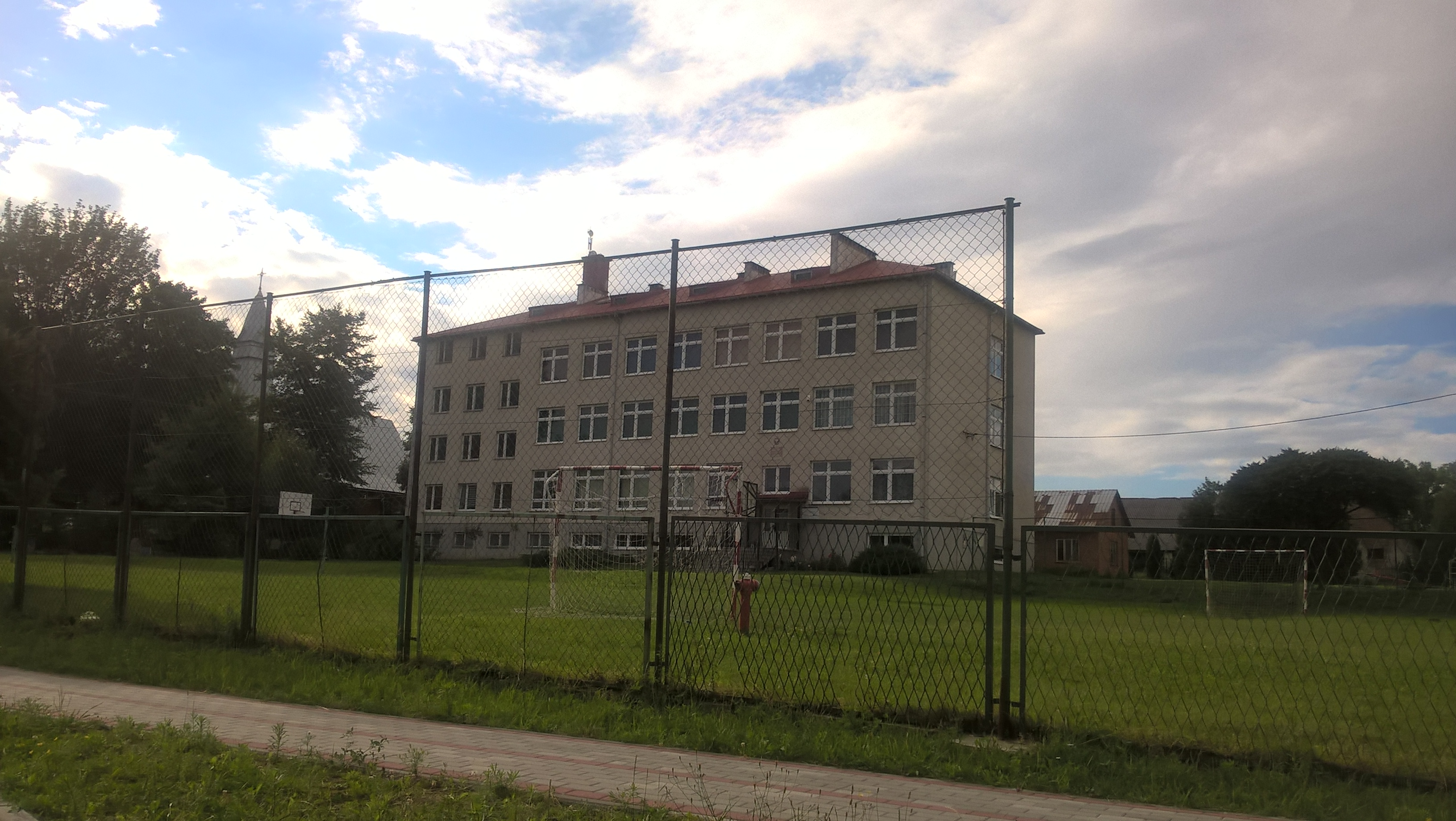
Школа